# Granslev
Granslev er en lille landsby i Østjylland, nordvest for Aarhus, beliggende i Granslev Sogn. Granslev Kirke er kendt for sit klokkespil. Landsbyen ligger i Favrskov Kommune dog har indbyggerne stadig postnummer 8870, efter den gamle Langå Kommune, der blev splittet i 1. januar 2007. Granslev hører også til Region Midtjylland
56°19′38″N 9°54′35″Ø / 56.32722°N 9.90972°Ø